# Nicette Bruno
Nicette Bruno (Niterói, 1933. január 7. – Rio de Janeiro, 2020. december 20.) brazil színésznő.

## Fontosabb filmjei
Mozifilmek
- Querida Susanna (1947)
- A tévé foglyai (Zoando na TV) (1999)
- Seja o Que Deus Quiser! (2002)
- A Guerra dos Rocha (2008)
- Doidas e Santas (2016)
- O Avental Rosa (2018)

Tv-sorozatok
- Grande Teatro Tupi (1952–1959, kilenc epizódban)
- Os Fantoches (1967–1968, 148 epizódban)
- A Gordinha (1970, 106 epizódban)
- Signo de Esperanca (1972, 178 epizódban)
- Camomila e Bem-Me-Quer (1972–1973, 147 epizódban)
- Divinas & Maravilhosas (1973–1974, 184 epizódban)
- Papai Coracao (1976–1977, 199 epizódban)
- Éramos Seis (1977, 164 epizódban)
- Como Salvar Meu Casamento (1979–1980, 140 epizódban)
- Meu Destino é Pecar (1984, 35 epizódban)
- Tenda dos milagres (1986, 30 epizódban)
- A homok titkai (Mulheres de Areia) (1993, egy epizódban)
- A következő áldozat (A proxima Vitima) (1995, 28 epizódban)
- Doktornők (Mulher) (1998, három epizódban)
- Laibirinto (1998, 20 epizódban)
- Sítio do Picapau Amarelo (2001–2004, 173 epizódban)
- A hét bűn (Sete Pecados) (2007–2008, 181 epizódban)
- Ti Ti Ti (2010–2011, 22 epizódban)
- Az élet megy tovább (A Vida da Gente) (2011, 47 epizódban)
- Salve Jorge (2012–2013, 20 epizódban)
- Pega Pega (2017–2018, 146 epizódban)
- Órfãos da Terra (2019, 17 epizódban)